# Mary Pierce
Mary Pierce (Montréal, Kanada, 1975. január 15. –) francia hivatásos teniszezőnő. Apja amerikai, anyja francia, ő pedig Kanadában született, tehát három állampolgársággal is rendelkezik. Nemzetközileg mindig Franciaországot képviselte.
Legnagyobb sikerei az 1995-ös Australian Openen és a 2000-es Roland Garroson aratott győzelmei. Összesen hat egyéni Grand Slam-döntőt játszott. Karrierje során 18 egyéni és 10 páros WTA-tornát nyert meg. Legjobb világranglista helyezése egyéniben (1995-ben) és párosban (2000-ben) is a 3. hely volt. 1997-ben és 2003-ban hozzásegítette Franciaországot a Fed-kupa megnyeréséhez.
2019-ben az International Tennis Hall of Fame (Teniszhírességek Csarnoka) tagjai közé választották.

## Grand Slam-döntői

### Egyéni

#### Győzelmei (2)
| Év   | Helyszín        | Ellenfél a döntőben     | Eredmény a döntőben |
| 1995 | Australian Open | Arantxa Sánchez Vicario | 6–3, 6–2            |
| 2000 | Roland Garros   | Conchita Martínez       | 6–2, 7–5            |

#### Elvesztett döntői (4)
| Év   | Helyszín        | Ellenfél a döntőben     | Eredmény a döntőben |
| 1994 | Roland Garros   | Arantxa Sánchez Vicario | 4–6, 4–6            |
| 1997 | Australian Open | Martina Hingis          | 2–6, 2–6            |
| 2005 | Roland Garros   | Justine Henin           | 1–6, 1–6            |
| 2005 | US Open         | Kim Clijsters           | 3–6, 1–6            |

### Páros

#### Győzelmei (1)
| Év   | Helyszín      | Partner        | Ellenfelek a döntőben                 | Eredmény a döntőben |
| 2000 | Roland Garros | Martina Hingis | Virginia Ruano Pascual / Paola Suárez | 6–2, 6–4            |

#### Elvesztett döntői (1)
| Év   | Helyszín        | Partner        | Ellenfelek a döntőben        | Eredmény a döntőben |
| 2000 | Australian Open | Martina Hingis | Lisa Raymond / Rennae Stubbs | 4–6, 7–5, 4–6       |

### Vegyes páros

#### Győzelmei (1)
| Év   | Helyszín  | Partner       | Ellenfelek a döntőben              | Eredmény a döntőben |
| 2005 | Wimbledon | Mahes Bhúpati | Paul Hanley / Tetyana Perebijnyisz | 6–4, 6–2            |